# Episodi di Gēmusetto (seconda stagione)
La seconda stagione della serie animata Gēmusetto, intitolata Gēmusetto: Death Beat(s), composta da 14 episodi, è stata trasmessa negli Stati Uniti, da Toonami e Adult Swim, dall'8 novembre al 20 dicembre 2020.
Sebbene gli annunci iniziali prevedevano la trasmissione degli ultimi quattro episodi il 19 dicembre 2020 su Toonami, questi sono stati presentati nella normale programmazione di Adult Swim il giorno successivo. Ciò è stato causato da una decisione dell'ultimo minuto sul mandare in onda due film della DC Comics.
| nº | Titolo originale                       | Prima TV USA     |
| -- | -------------------------------------- | ---------------- |
| 1  | Episode One: Asus4                     | 8 novembre 2020  |
| 2  | Episode Two: A# Minor                  | 8 novembre 2020  |
| 3  | Episode Three: B7+5                    | 15 novembre 2020 |
| 4  | Episode Four: C MAJOR                  | 15 novembre 2020 |
| 5  | Episode Five: Db6                      | 22 novembre 2020 |
| 6  | Episode Six: D7#9                      | 22 novembre 2020 |
| 7  | Episode Seven: EbMaj7                  | 6 dicembre 2020  |
| 8  | Episode Eight: E9                      | 6 dicembre 2020  |
| 9  | Episode Nine: Fdim                     | 13 dicembre 2020 |
| 10 | Episode Ten: F#Min7                    | 13 dicembre 2020 |
| 11 | Episode Eleven: G13                    | 20 dicembre 2020 |
| 12 | Episode Twelve: Ab7#11                 | 20 dicembre 2020 |
| 13 | Episode Thirteen: Play to D.C. Al Coda | 20 dicembre 2020 |
| 14 | Episode Fourteen: Al Fine              | 20 dicembre 2020 |

## Episode One: Asus4
- Scritto da: Max Simonet

### Trama
Con il tradimento di Inti sotto forma del Dio del Tennis, Makasu viene bruciato nel sole e si risveglia nell'aldilà all'interno del Mind Womb (letteralmente "Grembo della mente"), dove incontra una creatura composta interamente da dita chiamata Dott. Legs. Quest'ultimo spiega che le gesta di Makasu nel sconfiggere gli Dei con lo sport sta portando alla fusione degli aldilà e che per fermare ciò devono viaggiare al Centro di Tutta la Morte per sistemare le cose. Tuttavia prima di arrivarci, Makasu scopre di dover affrontare degli Dei basati sulla musica con il suo "anfibio robot da battaglia musicale" Keith. Dott. Legs porta quindi Makasu nel mondo sotterraneo egiziano di Duat. Da Mind Womb, tramite delle scale mobili nascoste, raggiungono la punta di una piramide dove incontrano Maat, la dea egiziana della legge, della giustizia e della moralità. Makasu e Maat si cimentano quindi in un combattimento, portando il ragazzo ad usare Keith per aiutarlo. Keith si dimostra stupido non rispondendo ai comandi di Makasu, il quale si lamenta con il Dott. Legs. Maat evoca quindi il suo compagno di battaglia AnuBass, un bassista jazz, per contrastare Keith. Makasu, rendendosi conto di non poter vincere, decide di usare uno dei due "aiuti speciali" del Dott. Legs, portando quest'ultimo a strapparsi via una delle due  unghie dorate per congelare il tempo. Makasu torna quindi nel Mind Womb con Keith, lasciando Dott. Legs sofferente.
- Ascolti USA: telespettatori 230.000 – rating/share 18-49 anni.[3]

## Episode Two: A# Minor
- Scritto da: Max Simonet

### Trama
Il tempo si scongela e Makasu e Keith continuano la loro battaglia contro la dea egizia Maat e AnuBass. Successivamente si spostano nel regno dell'Ade dove, tramite delle scale create da Keith, raggiungono il fiume Stige. Maat viene aiutata quindi da Caronte, la guida del fiume, il quale usa il suo "anello del sangue da battaglia" per far evolvere AnuBass nell'imponente CerberBass, il bassista a tre teste di Ade. CerberBass cerca di confondere Keith tramite i suoi ruggiti e Makasu, usando il ricordo di quando ha schiacciato un poliziotto che lo aveva rimproverato per aver rubato il cane di una ricca signora, riesce a commandare Keith. Keith sconfigge quindi CerberBass.
- Ascolti USA: telespettatori 202.000 – rating/share 18-49 anni.[3]
- Altri interpreti: Clara Murray (vicino), Jared Marquez (sceriffo), Dan Klein (utente di Noodle).

## Episode Three: B7+5
- Scritto da: Max Simonet e Anna Thomas

### Trama
Dott. Legs e Makasu si fanno strada attraverso il mondo sotterraneo mesopotamico di Kur, dove incontrano uno spirito vendicativo con le sembianze di un osso.
- Ascolti USA: telespettatori 261.000 – rating/share 18-49 anni.[4]
- Altri interpreti. George Banks (1° mesopotamico deceduto), Kat Daugherty (2° mesopotamico deceduto), AJ Decaprio (3° mesopotamico deceduto).

## Episode Four: C MAJOR
- Scritto da: Max Simonet e Anna Thomas

### Trama
Makasu e i suoi nuovi compagni combattono contro Josie, un ex braccio di ferro tatuato che ha sconfitto da giovane nei flashback dell'episodio precedente, il quale ha giurato vendetta dopo che la sua sconfitta l'ha portato alla morte lasciando sola sua madre. Dott. Legs cerca di insegnare a Makasu l'empatia per migliorare il legame con la sua rana robotica, portando il ragazzo ad aiutarlo per battere Josie e per fare squadra contro le forze dei non morti presenti intorno a loro.
- Ascolti USA: telespettatori 261.000 – rating/share 18-49 anni.[4]
- Altri interpreti: Melissa Warrenburg (Ma), George Banks (1° mesopotamico deceduto), Kat Daugherty (2° mesopotamico deceduto), AJ Decaprio (3° mesopotamico deceduto, dottore), Nick Gibbons (Viduus).

## Episode Five: Db6
- Scritto da: Max Simonet

### Trama
Makasu e i suoi amici salgono a bordo di un traghetto attraverso il fiume Tuoni verso la loro prossima destinazione, capitanata da Tuonen Tytti, una piccola ragazza con un camice e un seno che le sporge dalla fronte. Josie inizia a prenderla in simpatia principalmente per il suo seno, mentre il Dott. Legs, sospettoso della facilità con cui sono stati lasciati entrare, insegna nel frattempo a Makasu la cortesia comune nel confrontarsi con gli altri. Makasu si fa un nuovo amico che si rivela poi essere un ex serial killer.
- Ascolti USA: telespettatori 240.000 – rating/share 18-49 anni.[5]
- Altri interpreti: Kevin Taylor (Kevin), AJ Decaprio (presentatore).

## Episode Six: D7#9
- Scritto da: Max Simonet

### Trama
Il traghetto finisce per schiantarsi contro un iceberg ad Adlivun, il mondo sotterraneo degli Inuit, dove devono combattere Yama, il dio indù della morte, e la sua balena clavicembalo. Makasu e Josie si uniscono per uccidere Yama, scoprendo successivamente che il Capitano Tytti stava effettivamente progettando un piano in solitaria per catturare Makasu. Dott. Legs riesce poi a convincere Tytti dell'importanza della loro missione, portandola a decidere di aiutarli.
- Ascolti USA: telespettatori 238.000 – rating/share 18-49 anni.[5]
- Altri interpreti: Kevin Taylor (Kevin).

## Episode Seven: EbMaj7
- Scritto da: Max Simonet

### Trama
Makasu e gli altri, tramite la barca di Tytti, attraccano all'inferno mitologico di Diyu, una città piena di cinesi suicidati che trovano affascinante la morte di Makasu per mano di Inti. Secondo i cinesi, la loro popolazione era governata da Yama, il dio che Makasu e Josie hanno sconfitto precedentemente.
- Ascolti USA: telespettatori 209.000 – rating/share 18-49 anni.[6]
- Altri interpreti: Christina Loranger (primo motociclista).

## Episode Eight: E9
- Scritto da: Max Simonet

### Trama
Il Dott. Legs cerca di prendere delle medicine per Makasu per impedirgli di menzione Yama, tuttavia finisce per rendere il ragazzo cattivo e dipendente dalle pillole. Makasu diventa quindi un folle despota con l'unico obiettivo di dare la caccia ai suoi vecchi amici. Tytti cerca di usarlo come esca per attirare il Centro di Tutta la Morte direttamente verso di loro.
- Ascolti USA: telespettatori 187.000 – rating/share 18-49 anni.
- Altri interpreti: Rara Imler (Goosehead, motociclisti).

## Episode Nine: Fdim
- Scritto da: Max Simonet

### Trama
Nell'epicentro delle rovine di Suicide Town, le religioni iniziano a scontrarsi e a fondersi tra di loro.

## Episode Ten: F#Min7
- Scritto da: Max Simonet

### Trama
Bloccati nei loro incubi illusori, Makasu e gli altri cercano di trovare una via d'uscita dal tormento del cosiddetto "Umano Perfetto".